# Robert Chambers
Robert Chambers (ca 1813 – 29 d'agost 1875) va ser un mercader i polític de Nova Escòcia, Canadà. Representava el Comtat de Colchester a la Casa de l'Assemblea de Nova Escòcia del 1867 al 1871 com a membre liberal. Va néixer a Newport, Nova Escòcia. Era fill de Robert Chambers. Es va casar amb Nancy Blair Archibald. Robert Chambers era un jutge de la pau. Va morir a Truro.